# The Temptation of Adam
The Temptation of Adam est un film muet américain réalisé par Alfred E. Green et sorti en 1916.

## Fiche technique
- Réalisation : Alfred E. Green
- Scénario : L.V. Jefferson
- Durée : 30 minutes
- Date de sortie : 
  - États-Unis : 12 mai 1916

## Distribution
- Eugenie Besserer
- Guy Oliver
- Charles West
- Kathlyn Williams